# La Corona del Pastor
La Corona del Pastor es una novela de ficción y, el último libro escrito por Terry Pratchett antes de fallecer en marzo de 2015. Esta es la novela nº 41 de la serie Mundodisco, y el quinto libro de la historia basada en el personaje de Tiffany Dolorido. Se publicó originalmente en inglés, en Reino Unido el 27 de agosto de 2015.
A principios de junio de 2015, el custodio póstumo de la obra del autor, su hija Rhianna Pratchett, anunció que La Corona del Pastor sería la última novela de Mundodisco, puesto que no había más obras ni libros inacabados del autor que pudieran publicarse.

## Argumento
Tiffany Dolorido está ocupada atendiendo su protectorado y cuidando a la gente de La Caliza. Jeannie, la Kelda de los Nac Mac Feegle, está preocupada por Tiffany quién está sobrecargada de trabajo. Cuando Yaya Ceravieja, la mentora de Tiffany, muere, ella le deja todo a Tiffany, quien se convierte en líder de las brujas del Mundodisco.
Geoffrey, el tercer hijo de Lord Swivel, es educado, vegetariano y pacifista. No tolera las prácticas de caza, que considera salvajes, y tras discutir con su padre, se dirige hacia Lancre, con la intención de convertirse en bruja.
Mientras tanto, en el dominio de los Elfos, Flordeguisante siente que el fallecimiento de Yaya Ceravieja ha debilitado las barreras entre los reinos. Cuando un duende le muestra a la corte de hadas lo que los humanos son capaces de hacer con hierro y el estatus que los duendes han alcanzado, Flordeguisante usurpa el trono a la Reina, con la intención de volver a entrar en el mundo de los humanos y restablecer el poder de los elfos.
Tiffany, sobrepasada al tener que atender a los ancianos de La Caliza y a quienes dependían de Yaya Ceravieja, emplea a Geoffrey como ayudante y comienza a enseñarle. Geoffrey siempre va acompañado de su mascota, la cabra Mefistófeles.
Beladona, la antigua Reina de los Elfos, es encontrada por el Feegle que vigila en La Caliza la puerta de entrada al país de las hadas. Le habían arrancado las alas antes de que la expulsaran por la fuerza de su mundo. Los Feegle la detienen hasta que llega Tiffany y la lleva a la granja de su familia. Mientras está allí, decide llevar como talismán la corona del pastor, que había estado en la familia Dolorido durante muchas generaciones. Tiffany intenta enseñarle a Beladona lo que es ser humano y las motivaciones de la bondad.
Tiffany reúne a las brujas para prepararse para una invasión de los Elfos. Geoffrey reúne a los ancianos y forma una fuerza de combate. Tiffany intenta obtener la ayuda del Rey Elfo. Cuando eso falla, ella manda a los Feegle a construir al Rey un cobertizo con la esperanza de ganarse su lealtad.
Los elfos se abren paso entre dos círculos de piedra: hacia Lancre y hacia La Caliza. En Lancre, son recibidos por las brujas reunidas con la ayuda de Geoffrey y los hombres y son derrotados. En La Caliza, se encuentran con las brujas del Mundodisco: Magrat Ajostiernos, Agnes Nitt, Tata Ogg y, la señorita Carcoma, que con la ayuda de los Nac Mac Feegle y Beladona, con su glamour restaurado, luchan junto a Tiffany. En la batalla, Flordeguisante mata a Beladona. Los elfos parecen tener ventaja hasta que Tiffany, con la corona del pastor, llama al poder de La Caliza para provocar una tormenta y convoca a los fantasmas de los perros pastores de su abuela, Trueno y Relámpago. Ella convoca también al Rey de los Elfos, quien mata a Flordeguisante, y expulsa a los elfos de la Tierra.
Tiffany decide dedicarse únicamente a cuidar a las gente de La Caliza, por eso, recomienda a Geoffrey para que se ocupe de la región de Yaya Ceravieja y ocupe su lugar en el aquelarre de las brujas.

## Recepción
La Corona del Pastor vendió 52,846 copias en sus primeros tres días a la venta. Durante la segunda semana desde su publicación, vendió 27,386 copias sólo en Reino Unido, generando unos ingresos de 318,576 libras en ventas.
El libro recibió en 2016 el Locus Award for Best Young Adult Book, además del galardón Dragon Award for Best Young Adult / Middle Grade Novel.

## Escritura
En el epílogo, Rob Wilkins afirma que Pratchett escribió "las escenas principales de" La corona del pastor "mientras todavía escribía" A todo vapor, y que "todavía no estaba del todo terminado como él le hubiera gustado cuando murió" y que "seguramente habría escrito más de este libro".
Neil Gaiman ha dicho que Pratchett había planeado originalmente terminar el libro con la revelación de que Yaya Ceravieja había colocado temporalmente su conciencia dentro de una gata, y que la Muerte solo la recogería en el epílogo, después de que ella dijera: "Ahora me marcho por propia voluntad"; sin embargo, la salud de Pratchett se deterioró demasiado rápido para poder escribir esta escena.